# Kabaret DKD
Kabaret DKD (Doczekać Końca Dnia) – polski kabaret powstały w 1989 przy Teatrze Nowym w Słupsku.
Choć jego skład często się zmieniał, niezmiennie do dzisiaj pozostają w nim Grzegorz Gurłacz i Dariusz Gatniejewski – współzałożyciele kabaretu. Skład uzupełnia muzyk – Przemysław Osiński.
W czasie swojego istnienia stworzyli około 35. premier, zagrali ponad 3000 przedstawień, odwiedzili z koncertami wszystkie kraje w Europie, w których istnieje Polonia.
W 2009 obchodzili jubileusz 20 lecia istnienia kabaretu. Koncert z tej okazji odbył się w maju 2010. Było to niezwykłe widowisko, w którym udział wzięła Polska Filharmonia Sinfonia Baltica oraz zaproszeni wokaliści.
Kabaret DKD, to kabaret poszukujący wciąż nowych środków wyrazu, stąd też aktorzy wykorzystują w swoich spektaklach elementy teatru lalek, najnowsze zdobycze techniki dźwiękowej, grają koncerty z Kwartetem Kontrabasowym i realizują wiele innych pomysłów artystycznych.
Od 2011 kabaret przedstawia cykl spotkań kabaretowych pod tytułem „Kabaretowe Czwartki”. Spotkania organizowane są raz w miesiącu oraz z okazji specjalnych dni jak Dzień Kobiet, Dzień Strażaka a odbywają się w Restauracji Staromiejska w Słupsku. W programie oprócz artystów kabaretu występują zaproszeni goście polskiej sceny artystycznej. Kabaret wspiera także promowanie nowych artystów oddając część występu, umożliwiając młodym talentom zaprezentowanie się publiczności ze swoimi skeczami czy piosenkami.
Artyści organizują także występy dla firm, instytucji i fundacji występując często również w roli konferansjerów. Oprócz udziału w ogólnopolskich kabaretonach i programach satyrycznych można spotkać ich na występach w salach i imprezach plenerowych na terenie gmin całej Polski.

## Skład
- Grzegorz Gurłacz – założyciel
- Dariusz Gatniejewski – założyciel
- Przemysław Osiński – muzyk

Dawniej z kabaretem występowali
- Andrzej Petelski – założyciel
- Radosław Ciecholewski – założyciel
- Jerzy Karnicki – założyciel
- Krzysztof Plebanek – muzyk
- Magdalena Turowska – śpiew
- Bożena Borek
- Hanna Piotrowska
- Maciej Miecznikowski (zespół Leszcze)
- Tomasz Wiczyński – kontrabas
- Zdzisław Cichocki – kontrabas
- Kamila Waszkiewicz – wiolonczela
- Paweł Szewczyk – perkusja
i wielu innych (przez Kabaret DKD przewinęło się w sumie około 60 osób)

## Nagrody
- 1996
  - Grand Prix na Festiwalu Piosenki Debilnej, Wrocław
  - Nagroda za najlepszy monolog na XII Przeglądzie Kabaretów PaKA, Kraków
- 1997
  - Grand Prix na XIII Festiwalu Piosenki Kabaretowej OSPA, Ostrołęka
  - Srebrne Pióro na XVIII Lidzbarskich Wieczorach Humoru i Satyry, Lidzbark Warmiński
  - Nagroda za najlepszy monolog na XIII Przeglądzie Kabaretów PaKA, Kraków
- 2002
  - Nagroda za piosenkę Małe miasteczka w wykonaniu Macieja Miecznikowskiego na Festiwalu Sztuki Współczesnej, Warszawa